# Calorie
Pour les articles homonymes, voir Cal.
Ne doit pas être confondu avec Calori.

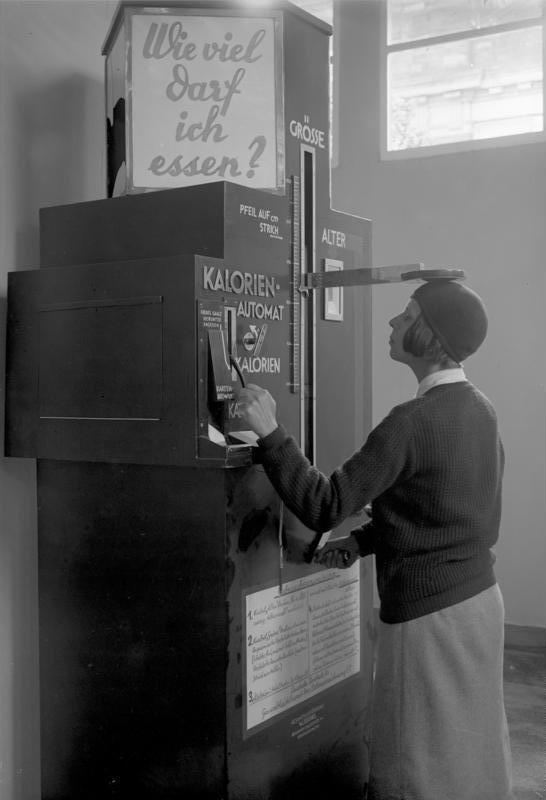
Machine à estimer les calories qu'une personne devrait consommer par jour, en Allemagne, en 1932.

La calorie (ou petite calorie, de symbole « cal ») et la kilocalorie (ou grande calorie, de symbole « kcal » ou « Cal ») sont des unités d'énergie, tombées en désuétude en physique et en chimie, mais encore régulièrement utilisées dans des applications grand public, telles que le sport, le bâtiment (isolation thermique), la diététique (où la grande calorie est simplement appelée « calorie »).
La (petite) calorie est définie comme la quantité d'énergie nécessaire pour élever la température d’un gramme d'eau liquide de +1 °C sous une pression d'une atmosphère, et vaut environ 4,184 joules. Elle n'appartient pas au Système international d'unités, qui lui a préféré le joule. Elle permet par exemple d'évaluer la puissance extraite d'une quantité d'eau en la rafraîchissant à l'aide d'une pompe à chaleur.

## Étymologie et histoire
La calorie a été définie par le chimiste et physicien Nicolas Clément en 1824, avec une valeur mille fois plus élevée que la définition actuelle. Elle a été proposée et utilisée avant que James Prescott Joule n’établisse l’équivalence chaleur-travail en 1843.
La « petite calorie » (moderne) a été introduite par le chimiste Pierre-Antoine Favre et le physicien Jean Thiébault Silbermann en 1852. Le terme apparaît dans les dictionnaires français à partir de 1841 et dans les dictionnaires anglais à partir de 1867. À l’époque de sa définition par Clément, la théorie dominante de la chaleur est celle du calorique d'Antoine Lavoisier, qui ne peut être ni créé ni détruit. La calorie est donc une mesure de la quantité de calorique, c'est-à-dire, à proprement parler, une mesure de la quantité de chaleur. Le nom de la calorie dérive du terme calorique, lui-même forgé sur le calor, « chaleur ».

## Débuts ambigus de la définition de la calorie
La première définition historique de la calorie indiquait seulement que « la calorie est la quantité de chaleur nécessaire pour élever d'un degré centigrade la température d'un kilogramme d'eau. » La définition de la calorie était donc fondée sur la capacité calorifique de l'eau.
La définition a ensuite été changée ainsi : « la calorie est la quantité de chaleur nécessaire pour élever d'un degré centigrade la température d'un gramme d'eau. » Cette définition ne précise pas suffisamment les conditions expérimentales pour permettre une détermination correcte de la calorie, d'où une multiplicité de valeurs dépendant des conditions de mesure. De plus, en changeant la quantité d'eau de référence, elle a conduit à des ambiguïtés et des confusions entre « calorie » et « kilocalorie » (ou « grande calorie ») qui perdurent aujourd'hui (voir la section « Variantes et ambiguïtés historiques » ci-après).
Le passage de la « grande calorie » à la « (petite) calorie » semble avoir été progressif. Par exemple, Marcellin Berthelot fait la distinction entre le gramme-calorie (calorie moderne) et le kilogramme-calorie (kilocalorie moderne) en 1879, mais l'adoption officielle de la (petite) calorie ne daterait que de 1896.
La calorie est une unité « pratique » de quantité de chaleur adoptée et encore utilisée par des chimistes, thermiciens, frigoristes et diététiciens. La calorie n'a jamais fait partie des unités du Système international d'unités (SI).

## Définition

### Variantes et ambiguïtés historiques
La définition initiale de la calorie conduisait à mesurer la quantité de chaleur nécessaire pour élever d'un degré Celsius un kilogramme d'eau. Cette mesure est difficile. La définition omet de spécifier nombre de paramètres qui influent sur le résultat : élever l'eau d'un degré – de quelle à quelle température ? sous quelle pression atmosphérique ? l'eau doit-elle être dégazée ? déminéralisée ?, etc.
La définition dite (calorie à 15 °C) spécifie la calorie comme « la quantité de chaleur nécessaire pour élever non plus un kilogramme mais un gramme d'eau [distillée et] dégazée de 14,5 °C à 15,5 °C sous pression atmosphérique normale ». Selon cette nouvelle définition, la calorie vaut donc 1/1 000 de sa valeur précédente. Pour lever les ambiguïtés, on appelle la valeur mesurée sur un kilogramme d'eau grande calorie (symbole Cal), celle mesurée sur un gramme d'eau la petite calorie (symbole cal) et le terme « calorie » utilisé seul désigne la petite calorie. Toutefois, on peut retrouver dans des écrits relativement récents de diététique l'emploi de « calorie » pour dire « grande calorie ».

### Définitions actuelles
La mesure précise de la calorie nécessite de spécifier les conditions expérimentales, en particulier la température de l'eau lors de la mesure.
Le tableau ci-après résume diverses définitions de la calorie (aucune de ces unités n'appartient au SI).
| Nom                                                 | Symbole | Équivalence en joules | Commentaire |
| --------------------------------------------------- | ------- | --------------------- | --- |
| calorie thermochimique                              | calth   | ≡ 4,184 J             | [ 4 ] |
| calorie à 4 °C                                      | cal4    | ≈ 4,204 J             | Quantité d'énergie nécessaire pour élever la température d'un gramme d'eau dégazée de 3,5 °C à 4,5 °C à pression atmosphérique normale. |
| calorie à 15 °C                                     | cal15   | ≈ 4,185 5 J           | Quantité d'énergie nécessaire pour élever la température d'un gramme d'eau dégazée de 14,5 °C à 15,5 °C à pression atmosphérique normale (101 325 Pa). Les mesures expérimentales sont comprises entre 4,185 2 J et 4,185 8 J. En 1950, le CIPM a recommandé une moyenne expérimentale de 4,185 5 J, avec une incertitude de 0,000 5 J. |
| calorie à 20 °C                                     | cal20   | ≈ 4,182 J             | Quantité d'énergie nécessaire pour élever la température d'un gramme d'eau dégazée de 19,5 °C à 20,5 °C à pression atmosphérique normale. |
| calorie moyenne                                     | calmoy  | ≈ 4,190 J             | 1⁄100 de la quantité d'énergie nécessaire pour élever la température d'un gramme d'eau dégazée entre 0 °C et 100 °C à pression atmosphérique normale. |
| calorie des tables de vapeur internationales (1929) |         | ≈ 4,186 0 J           | 1⁄860 watt-heure = 180⁄43 joules exactement. |
| calorie des tables de vapeur internationales (1956) | calIT   | ≡ 4,186 8 J           | 1,163 mWh = 4,186 8 J exactement. Définition adoptée par la cinquième conférence internationale sur les propriétés de la vapeur (Londres, juillet 1956),. |
| calorie IUNS                                        |         | ≡ 4,182 J             | Coefficient de conversion retenu par le Comité des nomenclatures du l'Union internationale des sciences de la nutrition. |

## Unités associées et dérivées
Aucune de ces unités n'appartient au SI.
| Nom            | Nom alternatif       | Symbole   | Équivalence                       | Commentaire |
| -------------- | -------------------- | --------- | --------------------------------- | --- |
| calorie        | petite calorie       | cal       |                                   | 1 British Thermal Unit = 252 cal |
| grande calorie | kilocalorie, calorie | kcal, Cal | 1 kcal = 1 Cal 1 kcal = 1 000 cal | En diététique le terme « calorie » est souvent utilisé pour désigner une « grande calorie ».                                                                                            |
| thermie        | Mégacalorie          | th        | 1 th = 106 cal 1 th = 1 Mcal      | Unité ancienne utilisée autrefois par les gaziers ; à peu près inusitée de nos jours, sauf parfois, et par habitude, par les fabricants de chaudières et chauffe-eau instantanés à gaz. |
| frigorie       |                      | fg        | 1 fg = −1 cal                     | Unité des frigoristes, tombée en désuétude (l'unité rencontrée est la kilofrigorie, kfg).                                                                                               |

## Utilisation en diététique
Au XXIe siècle, l'acceptation largement répandue de la calorie se réfère au domaine de la diététique et de l'alimentation. La calorie est alors considérée comme référentiel énergétique devant servir à mettre en place une alimentation équilibrée adaptée au fonctionnement de l'individu. On adopte une approche différentielle entre la quantité de calories nécessaires à l'organisme selon l'âge, le sexe, l'intensité d'activité journalière, et le nombre de calories apportées par les macronutriments (glucides, lipides et protéines) de l'alimentation. L'usage d'une table de calorie est utilisée pour faciliter les calculs. Une calorie vide est une calorie qui n'est associée à aucun nutriment indispensable à la santé.

### Dépense énergétique en Calories (kcal) des efforts physiques
La dépense énergétique occasionnée par diverses activités physiques est déterminée approximativement et de façon statistique par l'équivalent métabolique ou MET (metabolic equivalent of task). Cet indicateur permet d'évaluer la quantité d'énergie métabolique pour la réalisation de la tâche.
Le tableau ci-dessous résume les dépenses énergétiques, en kilocalories, de quelques tâches effectuées pendant une heure par des personnes pesant 60 kg et 80 kg.
| Tâche                    | Dépense énergétique d'une personne de 60 kg | Dépense énergétique d'une personne de 80 kg |
| ------------------------ | ------------------------------------------- | ------------------------------------------- |
| Regarder la télévision   | 60                                          | 80                                          |
| Marche calme (4 km/h)    | 175                                         | 230                                         |
| Marche soutenue (6 km/h) | 220                                         | 300                                         |
| Course à pied (9 km/h)   | 450                                         | 600                                         |

Notes :
- Eliud Kipchoge, pesant 57 kg, est le détenteur du record du marathon de Berlin en 2018. Il a parcouru la distance de 42,195 km en 2 h 1 min et 39 secondes[8]. Selon l'indicateur MET, sa dépense énergétique a été d'environ 2 300 kcal ;
- la dépense énergétique moyenne pour l'activité « regarder la télévision » proposée par l'indicateur MET est d'environ 70 kcal/h et par spectateur. La valeur standard retenue en France par les frigoristes[réf. souhaitée] pour la climatisation des salles de spectacle est de 50 watts par spectateur, soit environ 45 kcal/h et par spectateur.